# Радикальная партия (Россия)
Радика́льная па́ртия (РП) — российская социал-либеральная политическая партия, функционировавшая в 1905—1906 годах. В опубликованном проекте партийной программы присутствуют заметные социалистические тенденции. Лидером РП был присяжный поверенный Мануил Маргулиес.

## Название
В словарях начала XX века термин «радикализм» трактуется как «крайний либерализм» и направление политической мысли, промежуточное между либерализмом и социализмом. По сути, в тот период сторонники «радикальных» идей воспринимались как социал-либералы. Подобное позиционирование облегчало поиск точек соприкосновения между радикалами и либералами.

## Создание
Радикальная партия была образована в октябре — ноябре 1905 года в Санкт-Петербурге членами Союзов адвокатов, врачей, железнодорожников. Лидером организации стал присяжный поверенный Мануил Маргулиес. Помимо Маргулиеса, в состав действовавшего в столице Центрального организационного комитета партии также вошли А. С. Гинзбург, Л. М. Рейнгольд и другие активисты.
Деятельность радикалов не была ограничена лишь Санкт-Петербургом — местные комитеты РП были образованы в Москве, Ярославле, Киеве, Харькове, Тамбове, Орле, Полтаве, Одессе, Гродно, Смоленске, Тифлисе (Тбилиси) и других городах. Первое общее собрание партии было созвано 17 ноября 1905 года в Санкт-Петербурге.

## Программа

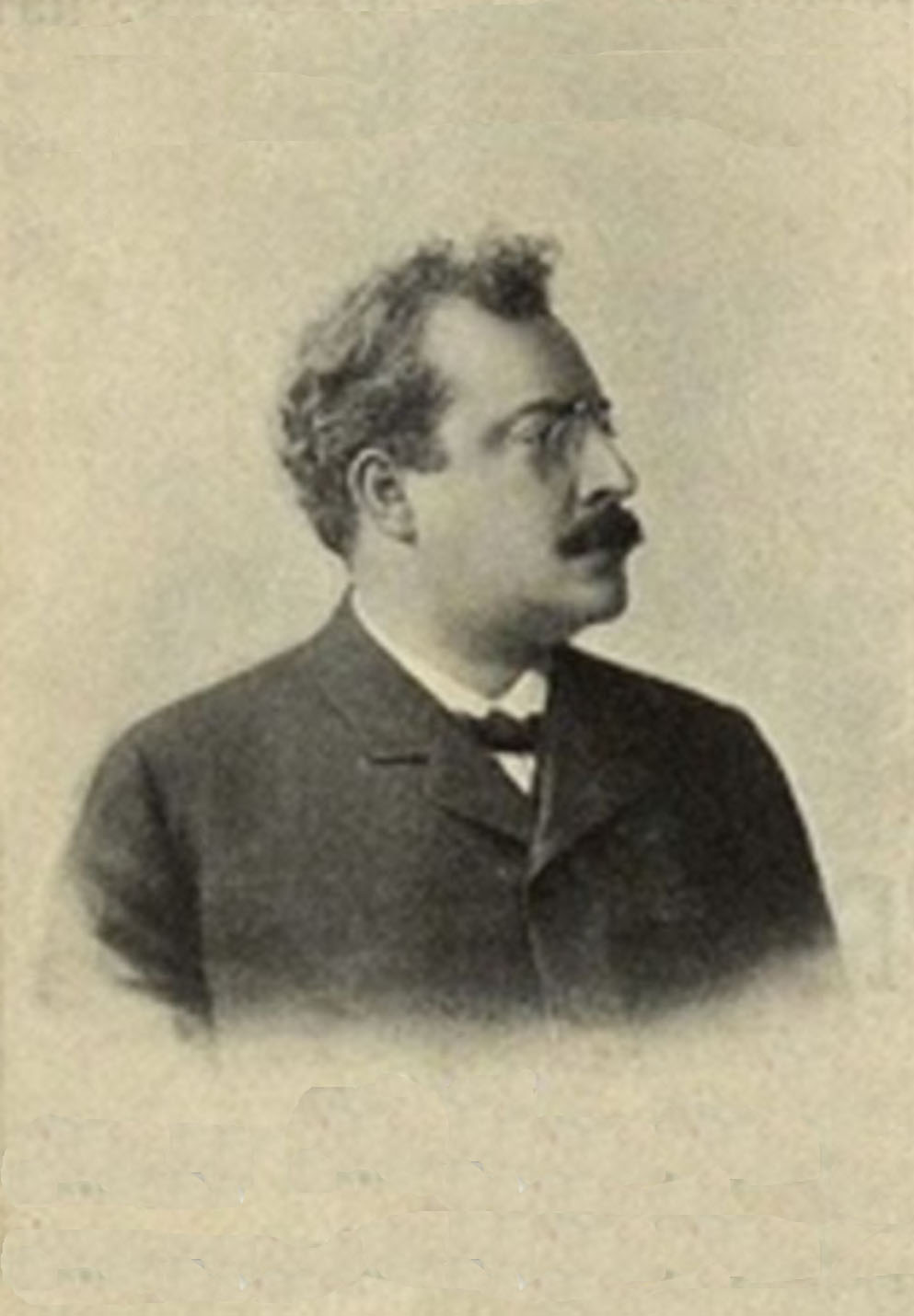
Лидер Радикальной партии Мануил Маргулиес

Разработка политической программы радикалов происходила регулярно на частных собраниях членов РП в ноябре 1905 — феврале 1906 года. Краткий вариант программного документа, утверждённый в первоначальной редакции на партийном собрании 3 ноября 1905 года, был опубликован в газете «Биржевые ведомости». «Проект подробной программы радикальной партии» планировалось принять на Всероссийском съезде РП, который так и не состоялся, вследствие чего окончательная версия идеологических установок радикалов выработана не была.
Характерной чертой краткого варианта партийной программы являются заметные социалистические тенденции. Эта особенность признавалась самими радикалами, которые подчёркивали своё стремление претворять в жизнь вместе с социалистическими партиями «принцип демократии в чистом виде» (в отличие от Конституционно-демократической партии (кадетов), декларировавшей умеренно-либеральную программу).
РП рассматривала в качестве наиболее совершенной формы политического строя демократическую республику и требовала для определения судьбы России немедленного созыва Учредительного собрания на основе всеобщего, равного, прямого и тайного избирательного права. Радикалы выступали за внедрение однопалатного парламента, введение широкого местного самоуправления и предоставление национально-политической автономии народам Российской империи. В плане государственного устройства члены партии ратовали за превращение России в федерацию автономных территориальных единиц – соединённых российских штатов.
В области отношений человека и государства РП высказывалась за соблюдение фундаментального принципа свободы личности, а также закрепление политического и юридического равенства всех граждан, независимо от пола, национальности и вероисповедания.
Аграрная часть краткого варианта программы радикалов предусматривала формирование государственного земельного фонда путём безвозмездной экспроприации государственных, кабинетских, удельных, монастырских и церковных земель. Отчуждение частнособственнических земель должно было производиться за минимальную компенсацию в установленном законом порядке.
Установки партии по части рабочего вопроса приближались к программе-минимум социал-демократов: восьмичасовой рабочий день, свобода рабочих союзов и собраний, право стачек, государственное страхование рабочих, улучшение условий труда и прочее.
В Советской исторической энциклопедии РП наряду с Партией свободомыслящих и группой «беззаглавцев» причислялась к числу политических объединений, примыкавших слева к конституционным демократам.

## История
Общее число членов Радикальной партии не было значительным — до 300 человек в Санкт-Петербурге, до нескольких сотен в провинции. Декларируемые партией идеи пользовались определённой популярностью среди интеллигенции и части рабочих.
Для распространения своих взглядов радикалы 15—21 января 1906 года выпускали ежедневную политическую, общественную и литературную газету «Радикал» (редактор-издатель — Маргулиес). Всего вышло шесть номеров, два из которых были конфискованы. За материалы финального выпуска газета была закрыта, а редактор приговорён судом к однолетнему заключению. Вердиктом Санкт-Петербургской судебной палаты от 3 июня 1907 году издание было запрещено навсегда.
В конце января 1906 года РП была вынуждена признать невозможным в текущих условиях достижение своей основной цели – созыв всероссийского Учредительного собрания.
В конце февраля того же года, накануне выборов в Государственную думу I созыва, ЦК Радикальной партии выдвинул предложение не бойкотировать нижнюю палату парламента и «вступить по вопросам дальнейшей тактики в соглашение с Конституционно-демократической партией». Комментируя складывающуюся ситуацию, «Петербургская газета» писала: «Между радикалами и к.-д. — целая пропасть, но идея прогрессивного „блока“ принята ими [радикалами] сочувственно. …Радикальная партия минимальная в смысле количественном, но ей удалось в короткое время занять прекрасное по своему нравственному авторитету положение, и именно в этом смысле она кажется нам особенно ценной для „блока“».
В марте 1906 года в список выборщиков по Санкт-Петербургу, обнародованный кадетами, были включены четыре представителя РП — помимо Маргулиеса, в перечень также вошли Л. А. Базунов, К. К. Ватсон и Г. Х. Майдель. По результатам выборов в Государственную думу радикалам не удалось завоевать представительства в нижней палате парламента.
Ещё в феврале 1906 года в партии вспыхнули разногласия, и в марте — апреле того же года РП фактически распалась. Маргулиес впоследствии примкнул к кадетам, а Базунов в 1917 году присоединился к Российской радикально-демократической партии.